# Nyda (wieś)
Nyda (ros. Ныда) – wieś w Rosji w obwodzie tiumeńskim Jamalsko-Nienieckiego Okręgu Autonomicznego. Leży nad brzegiem Zatoki Obskiej przy ujściu rzeki Nyda. W 2016 roku zamieszkana przez 1854 osoby. W latach 1936–72 ośrodek administracyjny rejonu nadymskiego.